# Бошко Бећаревић
Божидар Бошко Бећаревић (Десимировац, 10. новембар 1910 — 1950) је био шеф IV „антикомунистичког“ одсека Специјалне полиције Управе града Београда за време Другог светског рата, осуђен као ратни злочинац због службе Гестапоу и мучења и убијања ухапшених илегалаца.

## Биографија
Рођен 16. новембра 1910. године у Десимировцу, код Крагујевца. Основну школу је завршио у родном селу, а гимназију у Крагујевцу, 1929. године. На Правни факултет у Београду се уписао 1930. године, похађао је неко време предавања, а затим је, због недостатка средстава, напустио школовање и запослио се. Радио је најпре у служби Градске болнице у Крагујевцу, а 12. фебруара 1932. године је прешао у градску полицију у Крагујевцу, где је прво био званичник, потом писар а затим шеф Кривичног одељка.
На овој дужности остао је до маја 1936. године, а после је постављен за шефа Политичког одељка, и на овој дужности остао до пролећа 1939. године. Из Крагујевца је отишао на дужност - помоћника комесара пограничне полиције у Коториби, на мађарско-југословенској граници и на овом положају остао до маја 1940. године. Затим је премештен у Управу града Београда, где је најпре био референт, а потом вршилац дужности шефа IV „антикомунистичког“ одсека.
За време немачке окупације Београда, Бећаревић наставља рад у Специјалној полицији Управе града Београда, у којој краће време води послове IV одсека – до постављања новог шефа Николе Губарева. Новембра 1941. године Губарев је смењен са ове функције (односно премештен је за шефа III одсека), а за шефа IV одсека постављен је Божидар Бећаревић. Био је прва личност Специјалне полиције, изнад шефа Илије Параноса, веома близак Гестапоу.
Побегао је из земље 4. октобра 1944. године. Пошто се повукао у Беч са људством Специјалне полиције, неко време се задржао у Аустрији, па се пребацио на Словеначко приморје код љотићеваца. На подручју Горице, априла 1945. године, заробили су га италијански партизани и предали Енглезима. Пошто су га држали у затвору и логору у Барију, Енглези су га 3. јануара 1946. године изручили Југославији.
Државна комисија за ратне злочине ДФЈ га је још 1945. године прогласила за ратног злочинца. После истраге, 21. октобра 1949. изведен је пред Окружни суд у Београду и 28. октобра 1949. године осуђен на је на смрт, због одане службе Гестапоу и немилосрдног мучења и убијања ухапшених илегалаца.